# Josef Bláha
Josef Bláha (ur. 8 czerwca 1924 w miejscowości Novo mesto w obecnej Słowenii, zm. 6 grudnia 1994 w Pradze) – czeski aktor filmowy, teatralny i telewizyjny.
Pochodził z rodziny czesko-słoweńskiej, wczesne dzieciństwo spędził w Jugosławii, od jedenastego roku życia wychowywał się w Pradze. Po wyzwoleniu Czechosłowacji spod hitlerowskiej okupacji występował w Teatrze Ferenca Futuristy (1945–1946), a następnie podjął studia aktorskie na Wydziale Teatralnym Akademii Sztuk Scenicznych w Pradze (1946–1950). Jeszcze jako student zadebiutował w filmie (1947) i gościnnie występował w Teatrze Narodowym w Pradze (1948–1949), a po ukończeniu studiów pracował przez jeden sezon w teatrze w Hradcu Králové (1950–1951). Następnie przez wiele lat był aktorem praskiego Teatru na Vinohradach (1951–1990).

## Wybrane role filmowe
- 1947: Jan Rohacz z Duby (Jan Roháč z Dubé) – student
- 1952: Wielka przygoda (Velké dobrodružství) – Josef Špíral
- 1955: Dom na przedmieściu (Na konci města) – technik
- 1956: Jan Žižka (Jan Žižka) – żołnierz na Wyszehradzie
- 1957: Wrześniowe noce (Zářijové noci) – podpułkownik Čmelák
- 1957: Dobry wojak Szwejk (Dobrý voják Švejk) – aresztant
- 1957: Przeciw wszystkim (Proti všem) – burgrabia z Příběnic
- 1959: Co tydzień niedziela (Pět z milionu) – Frantík, syn Hanouska
- 1966: Transit Carlsbad – radziecki generał
- 1969: Praskie noce (Pražské noci) – rabbi Löw
- 1970: Młot na czarownice (Kladivo na čarodějnice) – hrabia Šternberk
- 1970: Panowie, zabiłem Einsteina (Zabil jsem Einsteina, pánové!) – dyrektor Instytutu
- 1970: Na torze czeka morderca (Na kolejích čeká vrah) – Roman Halík
- 1970: Piekielny miesiąc miodowy (Dábelské líbánky) – oficer policji
- 1971: Pieniczka i Parapliczko (Pěnička a Paraplíčko) – inspektor Josef Brůžek
- 1971: Zaloty pięknego dragona (Partie krásného dragouna) – inspektor Josef Brůžek
- 1971: Zbrodnia w hotelu Excelsior (Vražda v hotelu Excelsior) – inspektor Josef Brůžek
- 1972: Śmierć czarnego króla (Smrt černého krále) – inspektor Josef Brůžek
- 1972: Dziewczyna na miotle (Dívka na koštěti) – dyrektor szkoły czarownic
- 1973: Kronika gorącego lata (Kronika žhavého léta) – Janouch starszy
- 1974: Noc na Karlsztejnie (Noc na Karlštejně) – pachołek
- 1974: Trzydzieści przypadków majora Zemana (30 případů majora Zemana) – Leopold Fanta (serial telewizyjny)
- 1975: Mój brat ma fajnego brata (Můj brácha má prima bráchu) – Josef Pavelka, ojciec
- 1977: Jutro wstanę rano i oparzę się herbatą (Zítra vstanu a opařím se čajem) – Rousek
- 1977: Kobieta za ladą (Žena za pultem) – Vavřinec (serial telewizyjny)
- 1977: Szpital na peryferiach (Nemocnice na kraji města) – Galuška, ojciec Iny (serial telewizyjny)
- 1978: Drogocenny braciszek (Brácha za všechny peníze) – Josef Pavelka, ojciec Martina i Jana
- 1983: Goście (Návštěvníci) – profesor Filip / Jan Richard (serial telewizyjny)
- 1984: Rozterki kucharza Svatopluka (Rozpaky kuchaře Svatopluka) – szef kuchni Havránek (serial telewizyjny)
- 1985: Sławne historie zbójeckie (Slavné historky zbojnické) – hrabia (serial telewizyjny)